# Конрад Мейсън
Конрад Мейсън (на английски: Conrad Mason) е английски писател, автор на произведения в жанровете детска литература, фентъзи и документалистика. Писал е и под съвместния псевдоним Адам Блейд (Adam Blade).

## Биография и творчество
Конрад Мейсън е роден през 1984 г. в Оксфорд, Англия. Учи в Абингдън и завършва класическа филология в Кеймбриджкия университет. Иска да бъде актьор или режисьор, но си намира работа в издателство „Usborne“. Там става редактор и едновременно започва да пише детски книги. По-късно работи като редактор в „Working Partners“.
Първата му книга „Polar Bears“ (Полярни мечки) е издадена през 2009 г.
Става известен с романа си „Демонската стража“ от детската фентъзи поредица „Приказки за Фейт“. Главният герой Джоузеф Груб, наполовина момче и наполовина гоблин, е кръгъл сирак с тежък живот. Но когато пиян морски капитан забравя в кръчмата на чичо му тайнствен предмет, той решава да промени живота си. В криволичещите улички на пристанищния град Порт Фейт открива легендарната Демонска стража, която го пази. А над града е надвиснала опасност ...
В свободното си време е доброволен четец в местното училище.
Конрад Мейсън живее със семейството си в Лондон.

## Произведения

### Самостоятелни романи
- Polar Bears (2009)
- Golden Goose (2009)
- How Things Work (2010)
- Dinosaurs (2010)
- See Inside Ships (2010)
- The Deep, Dark Wood (2011)
- Roman Town (2013)
- Look Inside a Castle (2014)

### Серия „Приказки за Фейт“ (Tales of Fayt)
1. The Demon's Watch (2012) – издаден и като „The Watchmen of Port Fayt“
Демонската стража, изд.: „Студио Арт Лайн“, София (2013), прев. Александър Драганов
2. The Goblin's Gift (2013)
3. The Hero's Tomb (2015)
4. The Mystery of the Crooked Imp (2015)

### Документалистика
- The Second World War (2010)
- The First World War (2014)